# Mohamed Darmoul
Mohamed Amine Darmoul (arabisch محمد أمين درمول, DMG Muḥammad Amīn Darmūl; * 4. Februar 1998) ist ein tunesischer Handballspieler. Er spielt aktuell für den Bundesligisten MT Melsungen. Außerdem läuft er für die tunesische Nationalmannschaft auf. Der mittlere Rückraumspieler wird bei Bedarf auch auf der Position Rückraum links eingesetzt.

## Vereinskarriere
Darmoul begann das Handballspielen bei Étoile Sportive du Sahel in Sousse. Mit dem Verein gewann er 2017 den Tunesischen Pokalwettbewerb und 2018 den Meistertitel. Ein Jahr später reichte es zwar nur zur Vize-Meisterschaft, jedoch konnte der Afrikapokal der Pokalsieger durch einen Finalsieg gegen den ägyptischen Club al Ahly SC gewonnen werden. Zweimal wurde er jeweils für wenige Tage an saudische Vereine ausgeliehen, um an der Endrunde um die saudische Meisterschaft mitzuspielen; im Oktober 2020 schloss er sich dem al-Khaleej Club sowie im April 2021 dem Mudhar HC an. Mit Mudhar konnte Darmoul die Saudische Vize-Meisterschaft feiern.
Zur Saison 2021/22 wechselte er zu GWD Minden in die deutsche Bundesliga. Minden kaufte ihn aus einem laufenden Vertrag heraus. Über die Ablösesumme wurde Stillschweigen vereinbart. Mit Minden trat er 2023 den Gang in die Zweitklassigkeit an. Im Mai 2024 wurde sein Vertrag einvernehmlich aufgelöst und er schloss sich dem katarischen Verein Al-Arabi an. Zur Saison 2024/25 wechselte er zum Bundesligisten MT Melsungen.

## Auswahlmannschaften
Darmoul bestritt über 70 Jugend- und Junioren-Länderspiele für die Tunesische U-19- und U-21-Nationalmannschaft. Er nahm an der U-19-Weltmeisterschaft 2017 und der U-21-Weltmeisterschaft 2019 teil, wo er drittbester Torschütze des Turniers wurde. Bei der U-18-Afrikameisterschaft 2016 gewann er mit der Mannschaft den Titel sowie bei der U-20-Afrikameisterschaft 2018 die Silbermedaille.
Mit der A-Nationalmannschaft wurde er Zweiter bei der Afrikameisterschaft 2020 und nahm an der Weltmeisterschaft 2021 teil, wo er siebtbester Torschütze des Turniers wurde.

## Erfolge
- Afrikapokalsieger der Pokalsieger 2019
- Tunesischer Meister 2018
- Tunesischer Pokalsieger 2017
- Tunesischer Vizemeister 2019
- Tunesischer Vize-Pokalsieger 2018
- Saudischer Vizemeister 2021
- Vize-Afrikameister 2020
- U-18-Afrikameister 2016
- U-20-Vize-Afrikameister 2018